# Паулино Куарежма, Режинелсон Апаресидо
Режинелсон Апаресидо Паулино Куарежма (порт.-браз. Reginelson Aparecido Paulino Quaresma) или просто Милла (порт.-браз. Milá); 21 мая 1977, Такуаритуба, Сан-Паулу, Бразилия) — бразильский футболист.

## Биография
Уроженец фавел муниципалитета Такуаритуба, вырос в нищенствующей семье, с 14-ю детьми. Его прозвали в честь великого камерунца Роже Милла. Начинал в клубе «Жоинвиль». Далее играл за «Коринтианс» из Президенти-Пруденти. С 1998 года играл за «Индепенденте» из Лимейры. В 2000 году на правах аренды перебрался в российский клуб «Уралан», за который в чемпионате России дебютировал 15 апреля того года, в домашнем матче 4-го тура против волгоградского «Ротора», выйдя на 77-й минуте встречи на замену Артуру Восканяну. По окончании сезона покинул Россию. С 2002 по 2003 годы играл за португальский «Пенафиел». После чего выступал в основном за бразильские клубы низших дивизионов.